# Isidoro Pereira Leite
Isidoro Pedro Leger Pereira Leite ComA (1866 — 1944) foi um administrador colonial português.

## Biografia
Capitão de Mar e Guerra.
A 11 de Março de 1919 foi feito Comendador da Ordem Militar de Avis.
Exerceu de forma interina o cargo de Governador-Geral da Colónia de Angola em 1920, tendo sido antecedido por Francisco Coelho do Amaral Reis, 1.° Visconde de Pedralva e sucedido por José Inácio da Silva.
Foi Ministro das Colónias em 1925.